# Stojanowo (obwód Montana)
Stojanowo (bułg. Стояново) – wieś w Bułgarii, w obwodzie Montana, w gminie Wyrszec. Według danych szacunkowych Ujednoliconego Systemu Ewidencji Ludności oraz Usług Administracyjnych dla Ludności, 15 września 2023 roku miejscowość liczyła 44 mieszkańców.

## Osoby związane z miejscowością

### Urodzeni
- Nikołaj Sokołow (1927–1994) – bułgarski poeta